# Lubang
Lubang est une petite île de la mer des Philippines située au sud de Luçon aux Philippines. Elle fait 25 kilomètres du nord au sud et environ 125 kilomètres carrés de superficie.

## Géographie
L'île fait partie de l'archipel des Îles Lubang (de) qui se trouve à l'extrémité nord-ouest de Mindoro. Lubang est la plus grande île de l'archipel composé de sept îles et concentre la plupart des résidents. Les autres îles, toutes en mer de Chine méridionale, sont Cabra, à la pointe nord-ouest, Golo (26 km2) à la pointe sud-est et Ambil (26 km2) île volcanique s'élevant à 760 mètres, à l'est de Lubang. Trois autres îles plus petites ont pour nom Talinas, Malavatuan et Mandaui. L'ensemble de l'archipel a une superficie de 254 km2.
L'archipel est divisé en deux municipalités : Lubang couvre le nord-ouest de l'île principale et Cabra ; Looc couvre le sud-est de l'île principale, Golo et Ambil. Il fait partie de la province de Mindoro occidental.

## Histoire
C'est sur cette île que le soldat japonais Hirō Onoda passa trente années de sa vie, entre 1944 et 1974, sans avoir connaissance de la fin de la Seconde Guerre mondiale.

## Dans la culture
- Hirō Onoda, Au nom du Japon, traduction Sébastien Raizer, Stock, Paris, 2020, trad. du japonais : "Waga Ruban-tō no sanjū-nen sensō" (わがルバン島の30年戦争), Kōdansha, 1974, autobiographie,  (ISBN 978-2358875974).